# Moshav

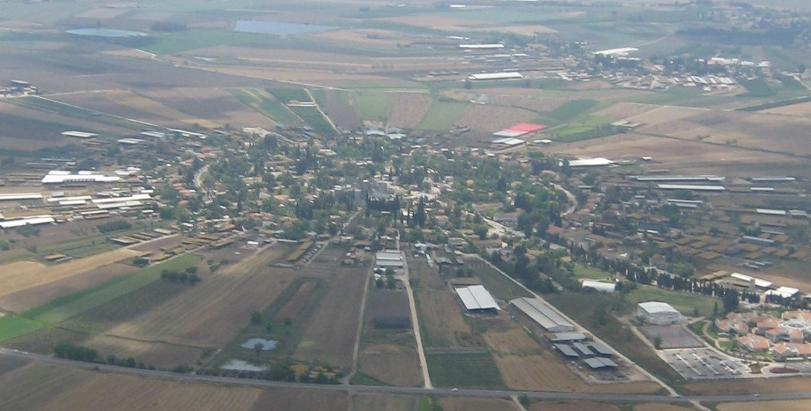
Moshav Nahalal no vale fértil de Jizreel

Moshav (em hebraico, מושב; translit. moshav; plural: moshavim, "assentamento, vila")  é um tipo de comunidade rural cooperativa israelense que combina fazendas geridas privadamente e coletivização de serviços, como a comercialização de produtos e algumas vezes indústria leve. Semelhante ao kibutz, esta modalidade de assentamento foi introduzida pelo Sionismo trabalhista durante a segunda onda de imigração judaica, no início do século XX. Os Moshavim são governados por um conselho eleito -  Va'ad.
A terra dos moshav pertence ao Estado ou ao Fundo Nacional Judeu. Os primeiros moshavim bem sucedidos foram organizados nos anos 1920. Novos imigrantes foram encaminhados e esses assentamentos nos primeiros anos do Estado de Israel.
Um residente ou membro de um moshav chama-se moshavnik (em hebraico, מוֹשַׁבְנִיק).
Os moshavim são similares aos kibbutzim, no que tange à ênfase sobre o trabalho comunitário.  Os kibbutzim são comunidades coletivistas e foram concebidos como parte do programa sionista de construção do Estado, a partir do modelo Yushuv  de assentamento judeu existente desde o século XIX até a época do Mandato Britânico da Palestina.
Mas, contrariamente aos kibbutzim, que são fazendas coletivas, no moshav as fazendas tendiam a ser de usufruto individual e de um tamanho fixo e igual. O trabalho e os recursos naturais nas propriedades agrícolas podiam ser individualizados ou compartilhados e os trabalhadores usavam para si próprios os lucros e os alimentos produzidos. Cada família pagava a mesma taxa de apoio comunitário, igual para todas as famílias da comunidade. Já nos kibutzim  todos os membros, pelo menos teoricamente tinham o mesmo padrão de vida.